# Between the Buttons
Between the Buttons ist das fünfte in Großbritannien und das siebte in den USA veröffentlichte Studioalbum der Rock- und Bluesband The Rolling Stones.

## Album-Geschichte
Aufgenommen im August 1966 in Los Angeles und im November 1966 in London, entfernten sich die Rolling Stones mit Between the Buttons noch einen Schritt weiter von ihren Rhythm-and-Blues-Wurzeln. Unter dem Eindruck der jüngsten Veröffentlichungen von den Beatles (Revolver), den Beach Boys (Pet Sounds) sowie von Bob Dylan (Blonde on Blonde), die die Grenzen der Rockmusik innerhalb weniger Monate immens erweitert hatten, glaubten sich Mick Jagger und Keith Richards unter Zugzwang, den mit Aftermath begonnenen Weg weiter fortzusetzen. Auch zeigen die Lieder auf Between the Buttons den Einfluss von britischen Beat-Bands wie den Kinks, aber auch erstmals Elemente von Country und Folk. Der hintersinnige Text von Something Happened to Me Yesterday, gesungen von Richards, lässt außerdem erahnen, dass auch Drogen die Bandmitglieder faszinierten und beeinflussten. In Miss Amanda Jones wird Amanda Lear besungen.
Brian Jones experimentierte wieder mit zahlreichen Instrumenten wie Mundharmonika, Posaune, Blockflöte und Banjo. Deutlich ist der Einfluss von Produzent Andrew Loog Oldham zu hören. Bei Liedern wie Yesterday’s Papers („Zeitung von gestern“), My Obsession und Complicated erzeugte der Phil-Spector-Verehrer mächtige Klangwände. Es war das letzte Album, das er für die Rolling Stones produzierte. Beim nächsten Album waren die Stones selbst verantwortlich, ab dem Album Beggars Banquet übernahm Jimmy Miller die Produktion.
Ähnlich wie bei Aftermath unterscheidet sich die amerikanische von der britischen Fassung des Albums. Die britische Ausgabe wurde am 20. Januar 1967 veröffentlicht, eine Woche zuvor waren die Lieder Let’s Spend the Night Together (Platz 3 in England, nur Platz 55 in den USA, Platz 1 in Deutschland) und Ruby Tuesday (Platz 3 in England, Platz 1 in den USA) als sogenannte Doppel-A-Seiten-Single herausgebracht worden. Beide Singles sind nur auf der am 11. Februar 1967 veröffentlichten amerikanischen Fassung von Between the Buttons enthalten. Back Street Girl („Hinterhofmädchen“) und Please Go Home fehlen hier, diese Lieder sind auf der ein halbes Jahr später erschienenen Zusammenstellung Flowers zu hören. Nachfolgende Alben der Rolling Stones erschienen nur noch in einer Fassung.
Das Coverphoto (das bei beiden Versionen identisch ist) stammt von dem britischen Photographen Gered Mankowitz, der die Rockmusikszene seit den 1960er-Jahren begleitet hat und dessen unverkennbarer Stil das Image der Band früh mitprägte. Viele seiner Werke werden in der National Portrait Gallery in London gezeigt. Die Aufnahme wurde in den frühen Morgenstunden des 14. November 1966 auf dem Primrose Hill im Londoner Regent’s Park gemacht. Mankowitz hatte dazu die Kameralinse mit Vaseline verschmiert. Die Bandmitglieder sehen auf der Aufnahme etwas verschlafen und wie vom Photographen überrascht aus.
Die von der damaligen Kritik nur teilweise positiv beurteilte LP gilt heute als eines der besseren Alben der Band, auch wenn Mick Jagger das poplastige Between the Buttons im Rückblick als Schritt in die falsche Richtung bezeichnete. Die Veröffentlichung erreichte in England Platz 3, in den USA und Deutschland Platz 2 der Charts.
Mitgewirkt bei dem Album haben Jack Nitzsche (Klavier, Cembalo, Perkussion und Blechblasinstrumente) sowie Ian Stewart (Piano und Orgel).
Die britische Version wurde am 20. Januar 1967 auf Decca (Mono, LK 4852; Stereo, SKL 4852) veröffentlicht, die amerikanische Version auf London Records am 11. Februar 1967 (mono, LL 3499; stereo, PS 499).

## Titelliste
Alle Lieder von Mick Jagger und Keith Richards.
| Britische Fassung Seite 1 Yesterday’s Papers – 2:04 My Obsession – 3:17 Back Street Girl – 3:27 Connection – 2:08 She Smiled Sweetly – 2:44 Cool, Calm & Collected – 4:17 Seite 2 All Sold Out – 2:17 Please Go Home – 3:17 Who’s Been Sleeping Here? – 3:55 Complicated – 3:15 Miss Amanda Jones – 2:47 Something Happened to Me Yesterday – 4:55 | US-Fassung Seite 1 Let’s Spend the Night Together – 3:36 Yesterday’s Papers – 2:04 Ruby Tuesday – 3:17 Connection – 2:08 She Smiled Sweetly – 2:44 Cool, Calm and Collected – 4:17 Seite 2 All Sold Out – 2:17 My Obsession – 3:17 Who’s Been Sleeping Here? – 3:55 Complicated – 3:15 Miss Amanda Jones – 2:47 Something Happened to Me Yesterday – 4:55 |

## Texte/Übersetzungen/Noten
- The Rolling Stones. Songbook. 155 Songs [1963–1977] mit Noten. Deutsch von Teja Schwaner, Jörg Fauser und Carl Weissner. Mit 75 Alternativübersetzungen von Helmut Salzinger. Zweitausendeins, Frankfurt am Main 1977, S. 132–159 (Between the Buttons / „Zwischen die Knöppe“.), 545–574 und 935 f.